# 约纳迪
约纳迪（義大利語：Jonadi），是意大利维博瓦伦蒂亚省的一个市镇。总面积8平方公里，人口3683人，人口密度460.4人/平方公里（2009年）。